# Ahmed Fakhry

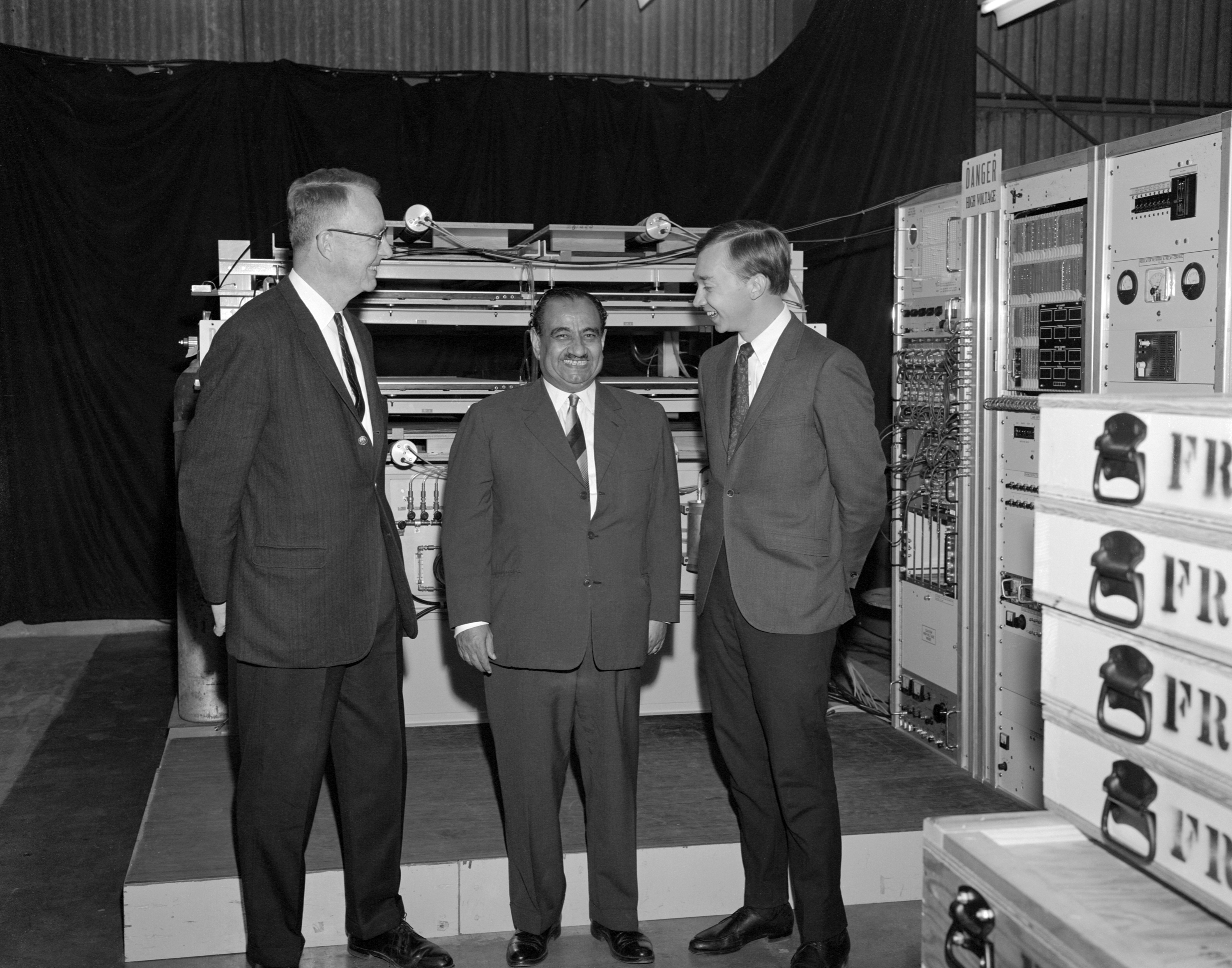
Luis Walter Alvarez, Ahmed Fakhry (Mitte) und Jerry Anderson mit der Ausrüstung für das Pyramiden-Projekt

Ahmed Fakhry (arabisch أحمد فخري Ahmad Fachri, DMG Aḥmad Faḫrī; * 21. Mai 1905 in der Senke al-Fayyum; † 7. Juni 1973 in Paris) war ein ägyptischer Ägyptologe. Er hat sich bleibende Verdienste bei der Erforschung der Senken in der Westlichen Wüste Ägyptens erworben.

## Leben
Ahmed Fakhry wurde 1905 als Sohn von 'Ali Fakhry und Galila Abbas im Fayyum geboren und wuchs dort auf.
Er studierte an der Universität Kairo und schloss sein Studium 1928 mit dem Bachelor of Arts ab. Es folgten mithilfe eines Regierungsstipendiums Studienaufenthalte von 1929 bis 1932 in Berlin bei Kurt Sethe, in Brüssel bei Jean Capart und in Liverpool bei Thomas Eric Peet.
1932 wurde er Mitarbeiter beim ägyptischen Antikendienst und war Selim Hassan in Gizeh unterstellt. 1936 wurde er zum Chefinspektor für Mittelägypten und die Oasen berufen. In dieser Funktion führte er erste Untersuchungen und Grabungen in den Senken Charga, Dachla, Farafra und Bahariyya durch. Ab 1938 war er Chefinspektor für das Nildelta und verlegte seinen Forschungsschwerpunkt auf die Sinai-Halbinsel, die Mittelmeerküste einschließlich der Oase Siwa und die Sketische Wüste (Wadi an-Natrun). Während des Zweiten Weltkriegs, vom November 1942 bis zum Oktober 1944, war er als Kurator am Ägyptischen Museum in Kairo tätig. 1944 wurde er zum Direktor der neu gegründeten Sektion „Desert Researches“ (Wüstenforschungen) berufen und setzte seine Arbeiten in Siwa, Charga und Dachla fort.
1947 führte er archäologische Feldforschungen im Jemen durch. Zwischen 1950 und 1955 leitete er die Feldforschungen in Dahschur und an der Djedkare-Pyramide in asch-Schawwāf in Saqqara-Süd. Von 1952 bis zu seiner Pensionierung 1965 war er als Professor für Geschichte des alten Ägypten an der Universität Kairo tätig. Er lehrte u. a. auch als Gastprofessor 1953–1954 an der Brown University in Providence und 1965 an der Pennsylvania State University. Nach seiner Pensionierung wandte er sich wieder den Oasen, vornehmlich der Senke Dachla, zu. Hier gelang ihm u. a. die Entdeckung der Mastabagräber der Oasengouverneure der 6. Dynastie in Balat.
Ahmed Fakhry war verheiratet. Mit seiner Frau Editha hatte er einen Sohn, 'Ali Fakhry. Sein Sohn studierte ebenfalls Ägyptologie, war aber als ägyptischer Diplomat tätig. Ahmed Fakhry starb am 7. Juni 1973 in Paris nach einer Vortragsreise an den Folgen eines Herzinfarkts.

## Schriften (Auswahl)
- Sept Tombeaux à l'est de la Grande Pyramide de Guizeh, 1935
- Bahria Oasis, 2 Bände, 1942, 1950
- Recent Explorations in the Oases of the Western Desert, 1942
- Siwa Oasis : Its History and Antiquities, 1944
- The Oasis of Siwa : Its Costums, History and Monuments, 1950
- An archaeological journey to Yemen: (March - May, 1947), 3 Bände, 1951–1952
- The necropolis of El-Bagawat in Kharga Oasis, 1951
- The inscriptions of the amethyst quarries at Wadi el Hudi, 1952
- The Bent Pyramid of Dahshur, 1954
- Miṣr al-Firʿaunīya (Das pharaonische Ägypten), 1957, 1960, 1971, 1978
- Al-Yaman : Māḍiha wa Ḥāḍiruha (Jemen : seine Vergangenheit und Gegenwart), 1957
- Baina Āṭār al-ʿAlam al-ʿArabī (Unter den Denkmälern der arabischen Welt), 1958
- Dirāsāt fi Tārīḫ aš-Šarq al-Qadīm : Miṣr wa al-ʿIrāq, Sūrya, al-Yaman, Irān (Studien zur Geschichte des alten Orient : Ägypten und Irak, Syrien, Jemen, Iran), 1958, 1962
- The monuments of Sneferu at Dahshur, 2 Bände, 1959–1961
- The pyramids, 1961
- The oases of Egypt ; Bd. 1: Siwa Oasis, 1973
- The oases of Egypt ; Bd. 2: Bahriyah and Farafra Oases, 1974
- Denkmäler der Oase Dachla. Aus dem Nachlass von Ahmed Fakhry, 1982